# Nội chiến Hoa Kỳ
Nội chiến Hoa Kỳ (tiếng Anh: American Civil War, 12 tháng 4 năm 1861 – 9 tháng 5 năm 1865, còn được biết đến với nhiều tên gọi khác nhau), là một cuộc nội chiến diễn ra ở Hoa Kỳ giữa Liên bang miền Bắc với Liên minh miền Nam. Sau khi Abraham Lincoln đắc cử trong cuộc bầu cử Tổng thống Hoa Kỳ năm 1860, 11 tiểu bang theo chế độ nô lệ ở miền Nam Hoa Kỳ đã tuyên bố ly khai khỏi Hợp chúng quốc Hoa Kỳ và lập ra Liên minh miền Nam (Confederate States); 25 tiểu bang còn lại ủng hộ chính phủ Liên bang miền Bắc (Union). Cuộc phân tranh Nam-Bắc – chủ yếu diễn ra tại các tiểu bang phía Nam – kéo dài 4 năm và chấm dứt khi quân miền Nam đầu hàng năm 1865 và chế độ nô lệ bị đặt ra ngoài vòng pháp luật trên toàn lãnh thổ Hoa Kỳ. Trong những vấn đề là nguyên nhân gây nên cuộc chiến, một số đã được giải quyết trong Thời kỳ Tái thiết sau đó, và một số khác vẫn còn tiếp tục tồn tại.
Nội chiến Hoa Kỳ là một trong những cuộc chiến tranh công nghiệp thực sự đầu tiên. Đường sắt, điện báo, tàu hơi nước và vũ khí sản xuất hàng loạt đã được sử dụng một cách rộng rãi. Các học thuyết chiến tranh toàn diện được Sherman phát triển ở Georgia, và chiến tranh chiến hào quanh Petersburg là điềm báo trước cho cuộc chiến tranh thế giới thứ nhất ở châu Âu. Cho đến nay, đây vẫn là cuộc chiến tranh đẫm máu nhất trong lịch sử Hoa Kỳ, dẫn đến cái chết của khoảng 750.000 binh sĩ và một số lượng thương vong dân sự không xác định. Sử gia John Huddleston ước tính số người chết chiếm 10% toàn bộ số nam giới miền Bắc từ 20 đến 45 tuổi, và 30% đàn ông da trắng miền Nam trong độ tuổi từ 18-40.
Chiến thắng của miền Bắc đặt dấu chấm hết cho Liên minh miền Nam cũng như chế độ nô lệ Hoa Kỳ, và làm tăng cường vai trò của chính phủ liên bang. Các vấn đề xã hội, chính trị, kinh tế và chủng tộc của cuộc Nội chiến đã có vai trò quyết định trong việc định hình Thời kỳ Tái thiết, kéo dài đến năm 1877.
Sau chiến thắng, Chính phủ Mỹ trấn áp mạnh tay tàn dư của quân đội miền Nam để đảm bảo dập tắt mầm mống ly khai. Tất cả binh sỹ của quân đội miền Nam đều bị giam giữ trong khoảng 2-4 năm cho tới khi một đạo luật ân xá được thông qua vào tháng 5/1866, và phải thêm 6 năm sau đó thì lính miền Nam mới được trao lại quyền công dân theo đạo luật ân xá năm 1872, tuy nhiên luật ân xá này không áp dụng với 500 chỉ huy quân sự cao cấp của Hợp bang miền Nam Các lực lượng tàn dư của Liên minh miền Nam cũng không chịu thất bại, họ tổ chức ám sát các quan chức miền Bắc để trả thù, mở màn bằng việc với sự kiện tổng thống Abraham Lincoln bị ám sát ngày 14-4-1865, tiếp đó là sự ra đời tổ chức Ku Klux Klan vào 24/12/1865, một tổ chức chuyên khủng bố người da đen và cả một số người da trắng chống chế độ nô lệ...
Cuộc chiến tranh đẫm máu đã dẫn tới thành quả là người da đen thoát khỏi kiếp nô lệ, đây thường được mô tả là thành quả to lớn của cuộc chiến. Quyền bầu cử dành cho người da đen cũng lần đầu tiên trong lịch sử được công nhận. Tuy vậy, những người da đen ở miền Nam vẫn không được trao quyền bình đẳng như người da trắng. Chính phủ Mỹ thất bại trong việc trấn áp tàn dư của phe Liên minh, trong 25 năm sau đó, nhiều bang ở miền nam Mỹ đã đề ra rất nhiều các đạo luật mang nặng sự phân biệt chủng tộc. Quân đội liên bang thậm chí không thể bảo vệ người da đen trước bạo lực và đe dọa từ các nhóm người da trắng Phải tới 100 năm sau, nước Mỹ mới chính thức bãi bỏ các điều luật mang tính phân biệt chủng tộc chống người da đen và có một tổng thống xuất thân từ miền Nam là Lyndon Johnson (nắm quyền giai đoạn 1963-1969).

## Nguyên nhân
Đến giữa thế kỷ 19, lãnh thổ nước Mỹ gồm có 36 bang, chia làm 2 vùng rõ rệt:
- Miền Bắc phát triển công nghiệp tư bản chủ nghĩa, kinh tế trại chủ nhỏ dựa trên chăn nuôi và sản xuất lúa mì.
- Miền Nam phát triển kinh tế đồn điền (chủ yếu là trồng bông) dựa trên sự bóc lột lao động nô lệ (chủ yếu là người da đen)

Chế độ nô lệ bị các nhà tư bản công nghiệp miền Bắc coi là vật cản trở kinh tế phát triển, bởi lao động nô lệ không được tự do khiến cho họ không thể tham gia sản xuất công nghiệp trong các nhà xưởng. Ngoài ra, việc dồi dào nhân công nô lệ giá rẻ khiến các bang miền Nam không chịu mua các sản phẩm máy móc từ các nhà tư bản công nghiệp ở miền Bắc. Ngược lại, các chủ trang trại miền Nam kiên quyết đòi duy trì chế độ nô lệ, bởi nếu không có lao động nô lệ thì các trang trại của họ sẽ không còn nhân công lao động.
Vào những năm 1850, nước Mỹ bành trướng lãnh thổ sang miền Tây là vùng rộng mênh mông để phát triển nền kinh tế của mình. Cả hai miền đều coi miền Tây như vùng dự trữ của mình, nhưng họ muốn phát triển vùng này theo hai hướng khác nhau: công nghiệp tư bản chủ nghĩa hoặc chế độ nô lệ đồn điền. Điều này càng đẩy mâu thuẫn giữa 2 miền lên cao. Khi mâu thuẫn giữa hai bên còn chưa gay gắt thì hai miền còn thỏa hiệp với nhau qua thỏa ước Misouri và thỏa ước 1850 (cho phép miền Nam một số bang có nô lệ, miền Bắc không có nô lệ), nhưng sự thỏa hiệp không kéo dài lâu.
Ngoài ra, cuộc nội chiến cũng phản ảnh cuộc sự mâu thuẫn về chế độ tập quyền (quyền hành tập trung ở chính quyền liên bang) được đảng Cộng Hòa (chiếm đa số ở miền Bắc) ủng hộ và chế độ phân quyền (quyền hành được chia cho các tiểu bang) được ủng hộ bởi Đảng Dân chủ (chiếm đa số ở miền Nam). Sự mâu thuẫn này đã kéo dài từ khi Hoa Kỳ mới lập quốc.
Nguyên nhân trực tiếp làm bùng nổ nội chiến là cuộc bầu cử Tổng thống 1860. Trong cuộc bầu cử 1860, Đảng Cộng hòa do giới tư sản công nghiệp hậu thuẫn với ứng cử viên Abraham Lincoln đã đắc cử Tổng thống. Sự thắng lợi của Đảng Cộng hòa với chủ trương bãi bỏ chế độ nô lệ làm cho chủ nô và các bang miền Nam bất bình, họ tuyên bố tách khỏi liên bang. Còn nguyên nhân sâu xa dẫn đến nội chiến là nhu cầu thủ tiêu nền kinh tế đồn điền ở miền Nam, mở đường cho chủ nghĩa tư bản phát triển.

## Diễn biến

Abraham Lincoln Tổng thống Hoa Kỳ
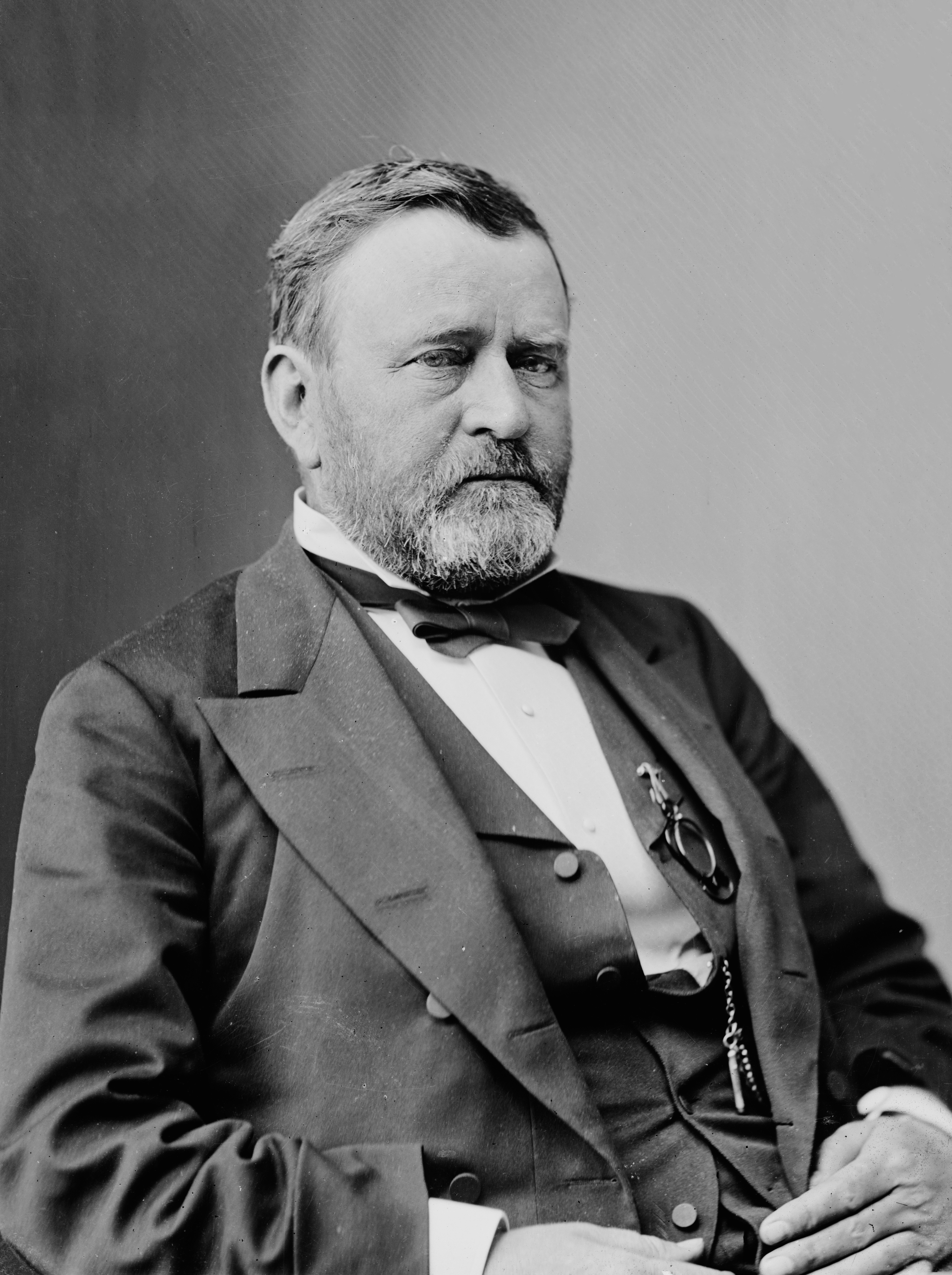
Ulysses Grant Đại tướng Liên bang miền Bắc
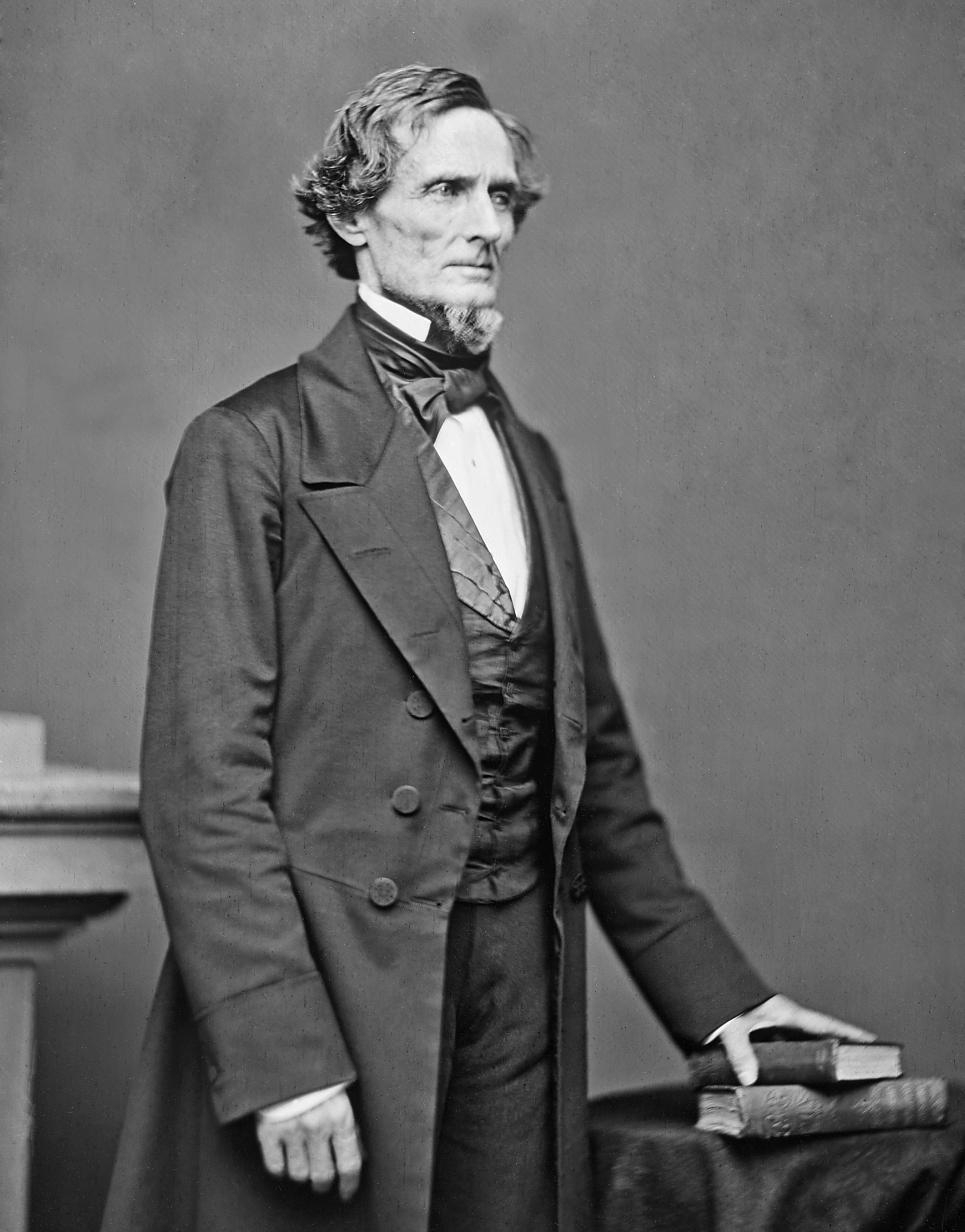
Jefferson Davis Tổng thống Liên minh miền Nam
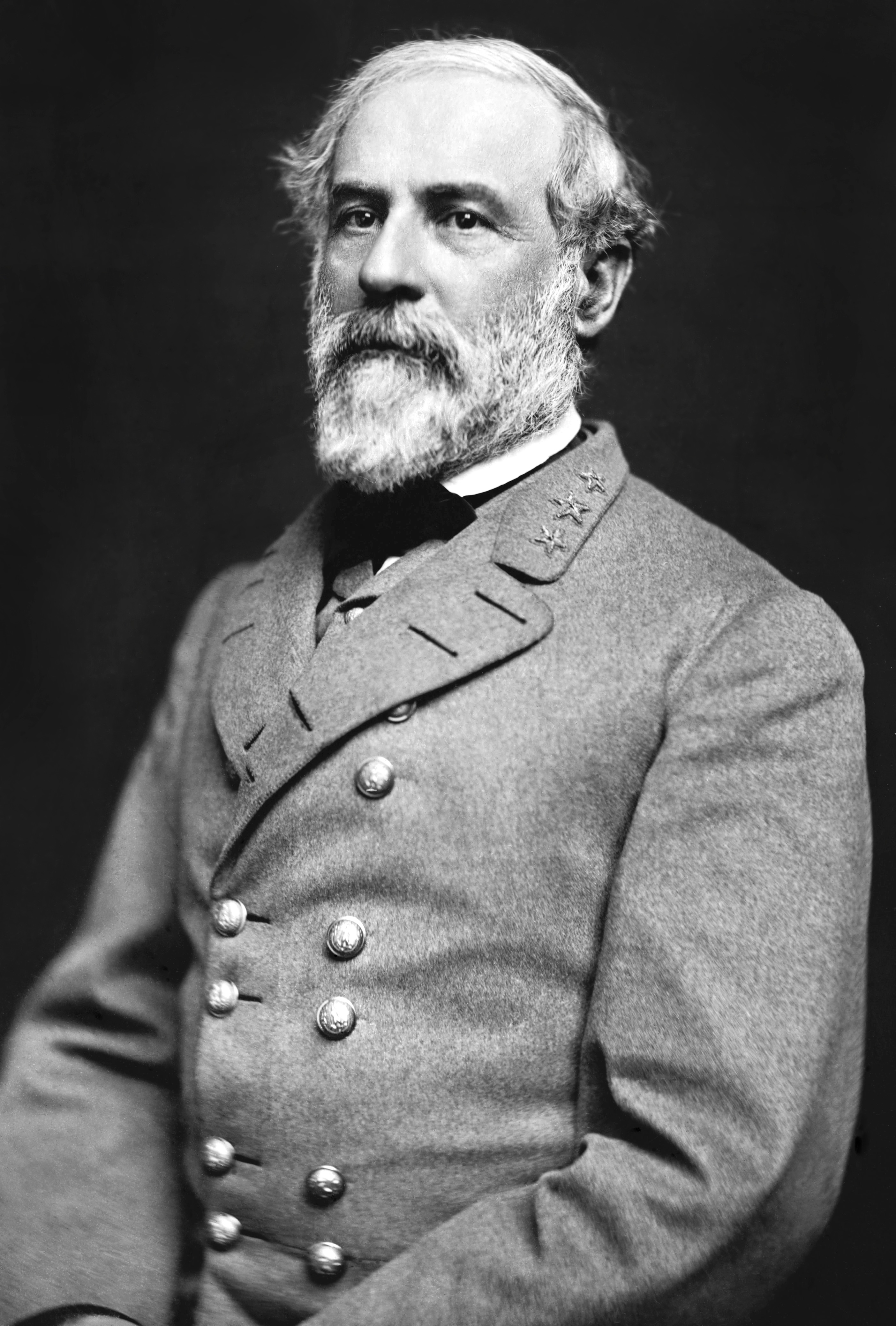
Robert E. Lee Đại tướng Liên minh miền Nam

### Sơ lược
Trong cuộc bầu cử tổng thống năm 1860, Đảng Cộng hòa do Abraham Lincoln lãnh đạo đã tiến hành vận động tranh cử theo đường lối chống lại việc mở rộng chế độ nô lệ vượt ra ngoài các tiểu bang mà nó đã tồn tại. Những đảng viên Cộng hòa ủng hộ mạnh mẽ chủ nghĩa dân tộc, và trong cương lĩnh năm 1860 của mình, họ lên án kịch liệt những sự đe dọa gây chia rẽ như là hành động phản quốc. Sau chiến thắng của phe Cộng hòa, nhưng trước khi chính quyền mới lên nhậm chức vào ngày 4 tháng 3 năm 1861, 7 tiểu bang bông vải đã tuyên bố ly khai và cùng nhau thành lập chính phủ riêng do Jefferson Davis làm tổng thống, tạo nên Liên minh miền Nam Hoa Kỳ. Cả chính quyền sắp mãn nhiệm của Tổng thống James Buchanan lẫn chính quyền sắp lên nhận chức đều không công nhận tính hợp pháp của việc ly khai và coi đó là hành động nổi loạn. Tám tiểu bang nô lệ khác đã bác bỏ lời kêu gọi ly khai vào thời điểm đó. Không một quốc gia nào trên thế giới tuyên bố công nhận khối Liên minh này.
Chiến sự bắt đầu vào ngày 12 tháng 4 năm 1861, khi các lực lượng của miền Nam tấn công một căn cứ quân sự của Liên bang tại Đồn Sumter thuộc Nam Carolina. Lincoln phản ứng lại bằng cách kêu gọi một đội quân tình nguyện từ mỗi tiểu bang để chiếm lại các tài sản liên bang, và dẫn đến sự ly khai của thêm bốn tiểu bang nô lệ nữa. Cả hai bên đều tăng cường xây dựng quân đội.
Trong năm đầu của cuộc chiến, phe miền Bắc chiếm quyền kiểm soát các tiểu bang biên giới và tiến hành một cuộc phong tỏa bằng hải quân. Chiến cuộc ở miền Đông bất phân thắng bại trong các năm 1861-1862, phe miền Nam đánh lui những nỗ lực của quân miền Bắc nhằm đánh chiếm thủ đô Richmond, Virginia, đáng chú ý nhất là trong chiến dịch Bán đảo. Vào tháng 9 năm 1862, chiến dịch Maryland của quân miền Nam kết thúc với thất bại trong trận Antietam, trận đánh này đã khiến người Anh từ bỏ ý định can thiệp vào cuộc chiến. Sau trận chiến này, Abraham Lincoln đọc bản Tuyên ngôn Giải phóng Nô lệ, xác định việc kết thúc chế độ nô lệ là một mục tiêu chiến tranh. Đến năm 1863, chiến dịch tiến công lên miền bắc của Đại tướng miền Nam Robert E. Lee kết thúc trong thất bại tại trận Gettysburg.
Tại Mặt trận miền Tây, quân miền Bắc thu được nhiều thắng lợi liên tiếp, và đến tháng 7 năm 1862 đã giành được quyền kiểm soát sông Mississippi sau cuộc vây hãm Vicksburg, chia cắt Liên minh miền Nam ra làm hai và tiêu diệt phần lớn quân đội miền Nam trên mặt trận này. Nhờ vào những thành công tại miền Tây của mình, Ulysses Simpson Grant đã nhận chức tổng chỉ huy quân đội tại miền đông vào năm 1864, ông bố trí các đội quân của William Tecumseh Sherman, Philip Sheridan và nhiều lực lượng khác để tấn công miền Nam trên tất cả các hướng, nhằm gia tăng lợi thế của phe miền Bắc về mặt nhân lực. Grant tái cơ cấu lại quân đội miền Bắc, và đặt các tướng khác làm chỉ huy các sư đoàn trong đội quân hỗ trợ cho cuộc tiến công của ông vào Virginia. Đến năm 1864, quân miền Bắc với nhiều lợi thế về địa hình, quân lực, kỹ nghệ, tài chính, kế hoạch chính trị và tiếp vận bắt đầu chiếm ưu thế đối với quân miền Nam. Grant đánh nhau nhiều trận chiến tiêu hao khốc liệt tại vùng Virginia với tướng Lee trong Chiến dịch Overland vào mùa hè năm 1864 nhằm chiếm Richmond, tuy nhiên khi vấp phải sự kháng cự quyết liệt của đối phương, ông liền thay đổi kế hoạch của mình và dẫn đến cuộc vây hãm Petersburg mà đã gần xóa sổ phần còn lại của đội quân của tướng Lee. Trong khi đó, Sherman chiếm được Atlanta, Georgia và tiến quân ra phía biển, phá hủy toàn bộ cơ sở vật chất hạ tầng của Liên minh miền Nam trên đường đi. Khi cố gắng bảo vệ Petersburg thất bại, quân đội miền Nam rút lui nhưng đã bị truy kích và đánh bại, cuối cùng Lee phải đầu hàng Grant tại làng Appomattox Court House thuộc Virginia vào ngày 9 tháng 4 năm 1865 - đây là thời điểm chấm dứt cuộc chiến tương tàn giữa hai miền Nam Bắc Hoa Kỳ.

### Tương quan lực lượng
| Bảng so sánh hai miền                      |                  |                 |
|                                            | Miền Bắc         | Miền Nam        |
| Dân số                                     | 22.000.000 (71%) | 9.000.000 (29%) |
| Dân tự do                                  | 22.000.000       | 5.500.000       |
| Nô lệ tại các tiểu bang ranh giới năm 1860 | 432.586          | Không có        |
| Nô lệ tại các tiểu bang miền Nam năm 1860  | Không có         | 3.500.000       |
| Lính                                       | 2.200.000 (67%)  | 1.064.000 (33%) |
| Tuyến xe lửa (dặm)                         | 21.788 (71%)     | 8.838 (29%)     |
| Sản xuất công nghệ                         | 90%              | 10%             |
| Sản xuất súng đạn                          | 97%              | 3%              |
| Vải 1860                                   | Không đáng kể    | 4.500.000 cuộn  |
| Vải 1864                                   | Không đáng kể    | 300.000 cuộn    |
| Xuất khẩu (tiền chiến)                     | 30%              | 70%             |

Vì miền Bắc có sự phát triển công nghiệp nên có khả năng sản xuất vũ khí, đạn dược nhiều hơn, đồng thời có điều kiện tốt về tài chính và vận tải. Bảng bên đây so sánh khoảng cách kinh tế giữa hai miền vào đầu cuộc chiến. Khoảng cách này tăng xa lên trong cuộc chiến, trong khi kinh tế miền Bắc tiếp tục phát triển thì miền Nam tụt dốc. Năm 1861, miền Bắc có 22 triệu dân, miền Nam 9 triệu; trong đó có 3,5 triệu là nô lệ và 5,5 triệu dân da trắng - khoảng 1/4 so với số dân da trắng miền Bắc. Khi quân miền Bắc thành công trong việc chiếm các đồn quân sự, khống chế biên giới, cắt đường tiếp vận của quân miền Nam qua sông Mississippi, kiểm soát 80% đường sông, đường biển, xây dựng thêm cơ xưởng đóng tàu, thì miền Nam coi như không còn hy vọng chiến thắng. Trong khi miền Bắc xây được đường xe lửa tốt liên kết giữa các khu vực chính yếu thì tuyến đường xe lửa của miền Nam bị trì trệ, hư hỏng, không kịp tu chỉnh.
Một điểm quan trọng nữa là khả năng kêu gọi của tổng thống Lincoln. Ông dùng tài biện thuyết, thuyết phục các tiểu bang đang lừng khừng ngả theo miền Bắc. Bài tuyên cáo giải phóng nô lệ tuy được đề xuất trễ nhưng có hiệu lực tạo điều kiện cho miền Bắc tiếp tục dấy binh đánh miền Nam.
Sau bản tuyên ngôn giải phóng nô lệ của Lincoln, khoảng 190 nghìn nô lệ da đen tình nguyện tòng quân, quân số của miền Bắc lên gấp bội. Trong khi đó miền nam không dám cho nô lệ nhập ngũ vì sợ đi ngược lại chính sách nô lệ của mình. Với lý tưởng giải phóng những người anh em da đen ở miền Nam, quân da đen miền Bắc chiến đấu anh dũng trong nhiều trận then chốt của cuộc nội chiến Ngoài ra còn có dân di cư từ châu Âu cũng gia nhập quân miền Bắc. Khoảng 23.4% quân miền Bắc có gốc Đức, với gần 216 nghìn sinh tại Đức.
Tổng thống miền Nam Davis thì lại thiếu khả năng thuyết phục các tổng đốc của Georgia và Bắc Carolina, bỏ mất cơ hội tăng cường lực lượng cho miền Nam. Chính quyền miền Nam lại tiên đoán nhầm về kinh tế thế giới, tự mãn về khả năng sản xuất vải của mình, thiếu tế nhị trong ngoại giao nên chóng bị cô lập. Một thí dụ điển hình là chần chừ không chịu cho chuyên chở vải bán ra nước ngoài trước khi bị miền Bắc khống chế mặt biển.

### 1860
6 tháng 11 - Abraham Lincoln, đảng viên Cộng hòa đầu tiên đắc cử tổng thống với 180 phiếu thuận trong tổng số 303 phiếu. Lincoln tuyên bố chính phủ không thể chấp nhận một xã hội có nô lệ.
20 tháng 12 - Tiểu bang Nam Carolina phản đối chính sách của Lincoln và tuyên bố ly khai. Hai tháng sau, các tiểu bang Mississippi, Florida, Alabama, Georgia, Louisiana và Texas cũng ly khai.

### 1861
9 tháng 2 - Các tiểu bang miền Nam thành lập Liên minh miền Nam và bầu lãnh tụ là Jefferson Davis - cựu sĩ quan quân đội Hoa Kỳ, từng học trừ bị tại Trường Võ bị West Point.
4 tháng 3 - Abraham Lincoln chính thức tuyên thệ nhậm chức Tổng thống Hoa Kỳ.
12 tháng 4 - Lúc 4:30 sáng, quân miền Nam dưới chỉ huy của Tướng Pierre Beauregard bắn đại bác vào đồn Sumter ở Charleston, Nam Carolina. Nội chiến Hoa Kỳ bùng nổ.
15 tháng 4 - Lincoln ra tuyên cáo tuyển mộ 75.000 binh sĩ và họp quốc hội đặc kỳ cho ngày quốc khánh 4 tháng 7.
Tướng Robert E. Lee, con trai của một anh hùng cách mạng Mỹ, cựu sĩ quan với 25 năm kinh nghiệm chiến trường và cựu giám đốc Trường Võ bị West Point được đề cử thống lĩnh quân miền Bắc, nhưng ông từ chối.
17 tháng 4 - Virginia ly khai, tiếp theo là Arkansas, Tennessee, và Bắc Carolina - tạo khối 11 tiểu bang, gồm 9 triệu dân, trong đó có 4 triệu nô lệ. Chính phủ miền Bắc Hoa Kỳ chỉ còn 21 tiểu bang và 20 triệu dân.
19 tháng 4 - Lincoln ra lệnh phong tỏa các hải cảng phía nam. Do đó, miền Nam bị thiếu nguyên liệu trong khi miền Bắc tiếp tục phát triển kỹ nghệ.
20 tháng 4 - Tướng Lee sau khi từ chối không giúp miền Bắc, từ chức và trở về quê quán tại Richmond, Virginia và nhận chỉ huy quân đội miền Nam.
|  |  |  |  |
|  |  |  |  |

4 tháng 7 - Lincoln đọc diễn văn tại quốc hội. Quốc hội đồng ý kêu gọi 50.000 binh sĩ cho cuộc chiến với miền Nam.
21 tháng 7 - Tướng miền Bắc Irvin McDowell bị đánh bại tại trận Bull Run thứ nhất, cách Washington 25 dặm phía tâynam. Trong trận này, một lữ đoàn quân miền Nam dưới chỉ huy của đại tá Thomas J. Jackson đã kiên cường ngăn chặn nhiều đợt tấn công của quân miền Bắc, nhờ đó ông nhận được biệt hiệu nổi tiếng "Stonewall" (bức tường đá).
27 tháng 7 - George B. McClellan được thăng chức thay thế McDowell. Sau đó McClellan được cử làm chỉ huy tham mưu trưởng.
10 tháng 8 - Quân miền Nam thắng trận Wilson's Creek, trận đánh lớn nhất tại tiểu bang Missouri trong năm 1861 và giành quyền kiểm soát phần tây nam của tiểu bang này.
8 tháng 11 - Khủng hoảng bang giao quốc tế với Anh Quốc. Hai tùy viên miền Nam trên chuyến tàu sang Anh bị hải quân miền Bắc bắt giữ. Chính phủ Anh đòi trả tự do cho hai người này, không thì sẽ khai chiến. Tổng thống Hoa Kỳ Lincoln đành nhượng bộ thả họ ra vào tháng 12.

### 1862

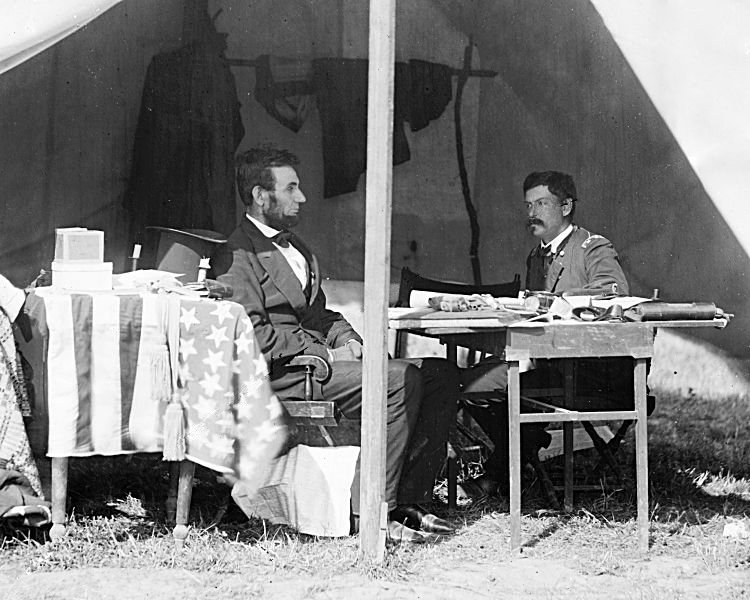
Lincoln và tướng McClellan (1862)

6 tháng 2 - Tướng miền Bắc Ulysses S. Grant đánh thắng chiếm đoạt đồn Henry và 10 ngày sau hạ đồn Donelson. Ông được biệt hiệu Grant "đầu hàng vô điều kiện" ("Unconditional Surrender" Grant).
Tháng 3 - McClellan kéo Binh đoàn Potomac từ Washington tiến theo vịnh Chesapeake đổ bộ xuống bán đảo Virginia và tiến về thủ phủ Richmond của miền Nam trong chiến dịch Bán đảo. Lincoln tạm thời giữ chức tham mưu trường chỉ huy quân miền Bắc.
7 tháng 3 - Trận Pea Ridge nổ ra ở tây bắc Arkansas. Quân miền Bắc tiến từ trung Missouri xuống phía nam đã đánh bại cuộc phản công nhằm tái chiếm Missouri của đối phương. Trận này đánh dấu mốc quân miền Bắc kiểm soát được tiểu bang Missouri và phần phía bắc tiểu bang Arkansas.
8 tháng 3 - Trong trận Hampton Roads tàu chiến bọc sắt USS Merrimack của miền Nam đánh chìm hai tàu chiến gỗ miền Bắc. Sau đó bất phân thắng bại khi đụng độ với tàu bọc sắt USS Monitor của miền Bắc.
Từ tháng 3 đến tháng 6 - Chiến dịch Thung lũng của Jackson. Tướng miền Nam Stonewall Jackson đem 17.000 quân đánh phá trong vùng Thung lũng Shenandoah, giành nhiều thắng lợi, thu hút 52.000 quân miền Bắc khiến cho họ không thể tham gia chiến dịch Bán đảo của McClellan.
6 tháng 4 - Quân miền Nam bất thình lình đánh úp quân của tướng Grant tại Shiloh trên sông Tennessee. Gần 13.000 quân miền Bắc và 11.000 quân miền nam tử trận. Các chính giới miền Bắc đòi đuổi Grant nhưng Lincoln không nghe, tin tưởng tài nghệ của vị tướng này.
24 tháng 4 - Sĩ quan hải quân miền Bắc David Farragut đem 17 chiến thuyền theo sông Mississippi lên đánh chiếm New Orleans, một hải cảng quan trọng của miền Nam.
29 tháng 4 - Henry W. Halleck đem quân tiến về Corinth, Mississippi và đến 30 tháng 5 thì chiếm được thành phố. P.G.T. Beauregard rút được quân miền Nam an toàn về Tupelo, Mississippi.

Edwin Jennison - chết trận khi 16 tuổi

31 tháng 5 - Tướng miền Nam Joseph E. Johnston bị thương nặng trong trận Seven Pines đánh với quân của McClellan bên ngoài Richmond. Hôm sau tướng Robert E. Lee lên thay thế Johnston, đổi tên lực lượng miền Nam thành Binh đoàn Bắc Virginia. McClellan khinh thường Lee, cho ông ta là người "...bẽn lẽn và thiếu cơ mưu trong tác chiến".
25 tháng 6-1 tháng 7 - Chuỗi trận Bảy ngày. Lee đánh nhau với McClellan gần Richmond. Hai bên đều tổn thất nặng nề. McClellan thấy không xong bèn từ từ rút về sông James. Trong trận đánh tại Malvern Hill, binh sĩ miền Nam Edwin Jennison tử trận khi mới 16 tuổi.
11 tháng 7 - Tướng Henry W. Halleck lãnh chức chỉ huy tham mưu trưởng quân đội miền Bắc.
19 tháng 7 - Lee bắt đầu Chiến dịch Bắc Virginia tiến công Binh đoàn Virginia. Ngày 29 tháng 8, nổ ra trận Bull Run thứ hai giữa 62.000 quân miền Bắc do tướng John Pope chỉ huy và 50.000 quân miền Nam của hai tướng Stonewall Jackson và James Longstreet. Đến 30 tháng 8, quân miền Bắc thua to. Pope bị cách chức.
Tháng 8 - Tướng Braxton Bragg dẫn quân miền Nam từ Đông Tennessee tiến vào xâm chiếm Kentucky, đối đầu với Don Carlos Buell tại đây.
4 tháng 9 - Tướng Lee dẫn 50.000 quân tấn công miền Bắc trong Chiến dịch Maryland. Tướng McClellan dẫn 84.000 quân miền Bắc đuổi theo. Ngày 12 tháng 9, Stonewall Jackson tấn công Harpers Ferry, cách Washington 50 dặm về phía tây bắc.
17 tháng 9 - Trận Antietam - ngày đẫm máu nhất trong cuộc Nội chiến Hoa Kỳ. McClellan và các tướng tùy tùng chặn đánh quân của tướng Lee tại rạch Antietam, Maryland. 23.000 binh lính tử trận, bị thương hay mất tích. Tướng Lee phải rút lui chạy về Virginia.
22 tháng 9 - Lincoln tuyên cáo sơ khai về cuộc giải phóng nô lệ.
8 tháng 10 - Trận Perryville. Bragg đánh thắng Buell về chiến thuật nhưng phải rút lui, chấm dứt chiến dịch Kentucky của phe miền Nam.
7 tháng 11 - Tổng thống Lincoln thất vọng khi thấy McClellan không biết nhanh chóng thừa thắng xông lên, bỏ lỡ cơ hội tấn công miền Nam khi Lee thua chạy. Tướng Ambrose Burnside được bổ nhiệm thay thế McClellan.
13 tháng 12 - Burnside thất bại nặng nề trong trận chiến tại Fredericksburg thuộc Virginia. Sau 14 lần công kích các chiến hào gần Marye's Heights, quân miền Bắc bị thương vong mất 12.653 lính so với 5.309 bên miền Nam.
31 tháng 12 - Quân miền Nam của Braxton Bragg tấn công William S. Rosecrans tại Tennessee trong trận Stones River - trận đánh có tỷ lệ quân số thương vong cao nhất trong Nội chiến Hoa Kỳ. Hai bên bất phân thắng bại nhưng đến ngày 2 tháng 1 năm 1863 quân miền Nam phải rút lui.

### 1863

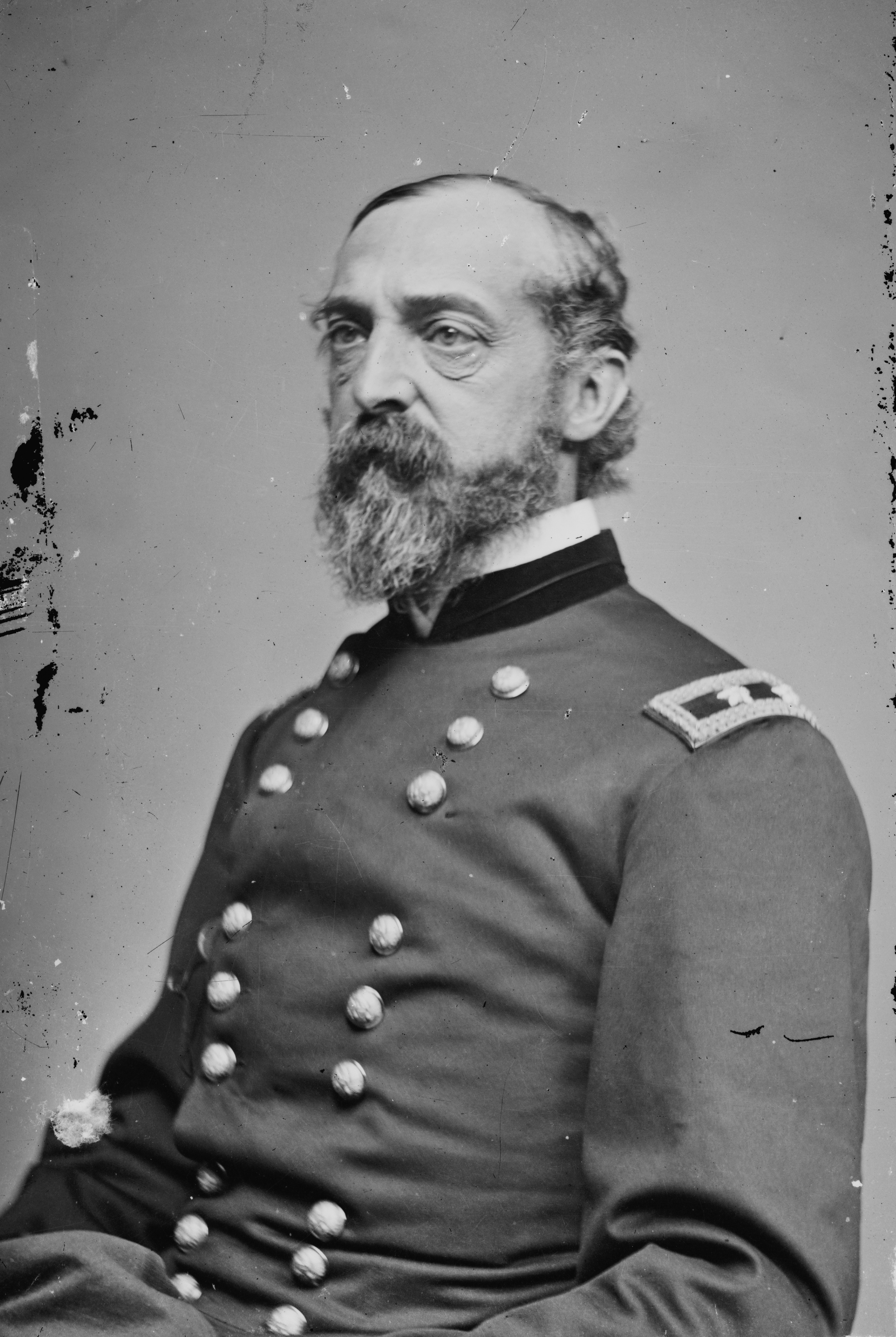
George Gordon Meade

1 tháng 1 - Tổng thống Lincoln chính thức ra Tuyên ngôn Giải phóng Nô lệ - trả tự do cho mọi người Mỹ gốc Phi xưa nay là nô lệ của các địa chủ Mỹ. Đồng thời kêu gọi những người nô lệ này nhập ngũ. Cuộc chiến lúc đầu có ý nghĩa bảo vệ quyền hạn chính phủ; lúc này trở thành cuộc chiến cách mạng giải thể chế độ nô lệ.
25 tháng 1 - Tướng Joseph Hooker thay thế Burnside chỉ huy Binh đoàn Potomac.
3 tháng 3 - Quốc hội ra lệnh tổng động viên, bắt buộc người nam tuổi từ 20 đến 40 phải nhập ngũ - trừ khi đóng $300 thế chân hay mướn được ai khác đi thay mình.
1 tháng 5 - Tướng Lee đem 60.000 quân miền Nam đánh 130.000 quân miền Bắc do tướng Hooker cầm đầu tại Chancellorsville. Do chiến thuật tài tình táo bạo, Lee đánh bại quân miền Bắc. Bên miền Nam 13.000 lính thương vong, so với 17.000 lính bên miền Bắc.
10 tháng 5 - Tướng miền Nam Stonewall Jackson chết vì vết thương trong trận Chancellorsville. Ông bị quân của chính mình bắn nhầm.
3 tháng 6 - Tướng Lee kéo 75.000 quân phát động chiến dịch Gettysburg đánh miền Bắc lần thứ nhì, nhắm hướng Pennsylvania.
24 tháng 6 - William Rosecrans tiến hành Chiến dịch Tullahoma hầu như không đổ máu, đánh bật được Braxton Bragg ra khỏi Trung Tennessee và bắt đầu đe dọa Chattanooga.
28 tháng 6 - Tướng George G. Meade được Lincoln cử làm chỉ huy binh đoàn Potomac thay thế Hooker. Trong vòng 1 năm chức vụ này thay người 5 lần.

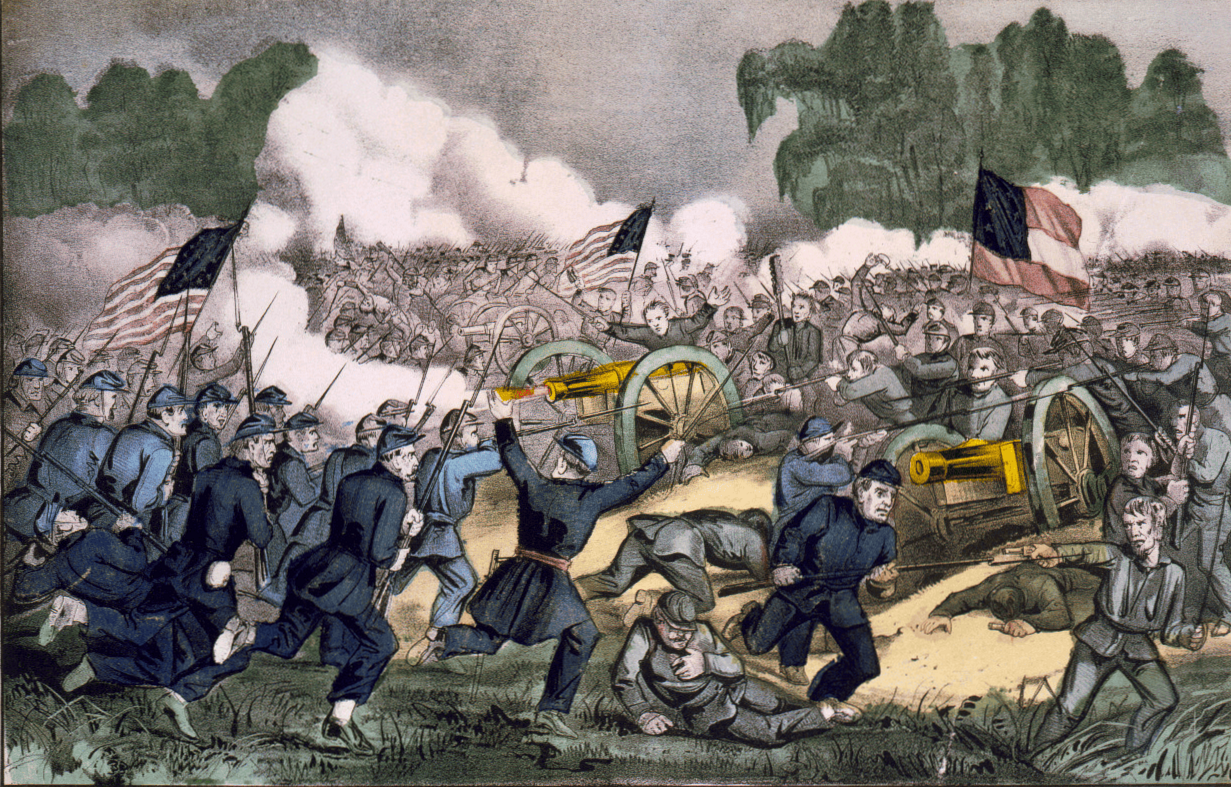
Trận đánh Gettysburg
Xuất bản: Currier & Ives

Trận Gettysburg
1 tháng 7 - Meade đem quân ngăn chặn quân của tướng Lee từ miền Nam lên. Hai bên dàn trận tại Gettysburg. Dải đất phía tây bắc của thị trấn do một sư đoàn kỵ binh miền Bắc phòng thủ, sau đó tăng cường thêm hai quân đoàn bộ binh. Nhưng quân miền Nam tràn vào thật nhanh phá vỡ hàng phòng thủ này. Quân miền Bắc phải rút vào trong thị trấn và chạy về các ngọn đồi phía nam.
Ngày hôm sau, 2 tháng 7, quân đội hai bên hầu hết đã tập hợp đầy đủ. Quân miền Bắc có đội hình móc câu. Tướng Lee xua quân miền Nam tràn sang tấn công bắt đầu từ cánh trái và sau đó là cả cánh phải, hai bên đánh nhau kịch liệt. Tuy thiệt hại nặng nề, quân miền Bắc giữ được phòng tuyến, không lùi bước.
3 tháng 7, ngày thứ ba của trận đánh, trong khi kỵ binh hai bên đánh xáp lá cà tại một số nơi ở phía đông và nam, tướng Lee quyết định xua 12.500 quân bộ binh miền Nam mở cuộc tấn công của Pickett vào trung tâm của đội hình quân miền Bắc. Nhưng cả đoàn quân bị miền Bắc đem súng và đại bác ra bắn tan tành. Lee phải rút quân chạy về Virginia.
Trận đánh tại Gettysburg là trận chiến khốc liệt nhất trong cuộc Nội chiến Hoa Kỳ. Tổng cộng thương vong của hai bên lên đến khoảng 45-50 ngàn binh lính trong trận đánh kinh hồn này.
4 tháng 7 - Tướng Grant chiếm Vicksburg, sau đó hoàn thành việc đánh chiếm những cứ điểm cuối cùng trên sông Mississippi của miền Nam. Lực lượng miền Nam do đó bị chia hai không liên lạc tiếp tế được cho nhau.
13 tháng 6 - Cuộc bạo động chống tổng động viên tại New York do người di dân da trắng chủ động. Có đến 120 người da đen, kể cả trẻ con, bị giết và nhà cửa bị đốt. Quân đội từ Gettysburg phải kéo về giữ an ninh.
|  |  |  |  |  |  |  |

18 tháng 7 - Đội quân da đen của Trung đoàn 54 Massachusetts dưới sự chỉ huy của Trung tá Robert G. Shaw tấn công đồn Wagner thuộc Nam Carolina của quân miền Nam. Shaw và 600 binh sĩ của ông bị bắn chết. Quân miền Nam cố giữ đồn này được 60 ngày thì bỏ chạy.
10 tháng 8 - Chính trị gia Frederick Douglass đòi quyền bình đẳng cho binh sĩ của Đội quân da đen.
21 tháng 8 - William C. Quantrill và 450 người ủng hộ thể chế nô lệ tràn vào tỉnh Lawrence của Kansas và giết 182 người, đàn ông và thiếu niên.
19 tháng 9 - Binh đoàn Tennessee do tướng miền Nam Braxton Bragg thống lãnh chiến thắng tại Chickamauga - trận chiến đẫm máu đứng thứ hai trong cuộc Nội chiến Hoa Kỳ. Tướng miền Bắc William S. Rosecrans và Binh đoàn Cumberland của ông bị vây chặt tại Chattanooga, Tennessee.
16 tháng 10 - Tướng Grant được tổng thống Lincoln giao phó chức vụ tổng chỉ huy toàn Mặt trận miền Tây.
Tháng 11 - Longstreet tiến hành Chiến dịch Knoxville cầm chân Ambrose Burnside tại Knoxville, Tennessee nhằm phối hợp với cuộc vây hãm Chattanooga nhưng sau đó thất bại.
19 tháng 11 - Tổng thống Lincoln đọc diễn văn Gettysburg dài hai phút - công bố chiến trường Gettysburg là Nghĩa Trang Quốc gia.
23 tháng 11 - Tướng Grant kéo quân đến giải vây cho tướng Rosecrans, phá vỡ vòng vây tại Chattanooga. Bragg phải đem quân bỏ chạy về Georgia. Phe miền Nam mất hoàn toàn quyền kiểm soát tiểu bang Tennessee.

### 1864

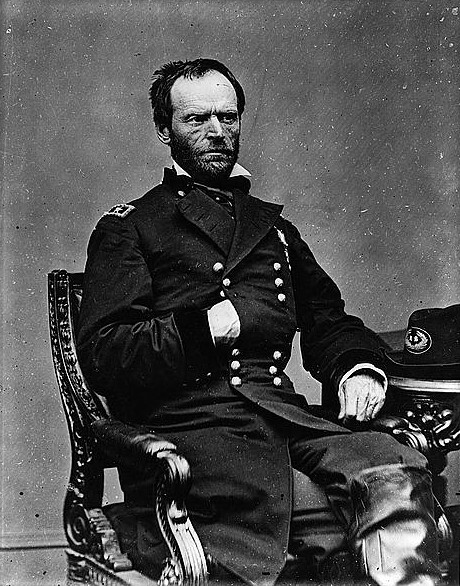
William T. Sherman

9 tháng 3 - Tổng thống Lincoln đề cử tướng Grant làm tổng chỉ huy toàn bộ quân đội Hoa Kỳ. Tướng William T. Sherman nhậm chức chỉ huy Mặt trận miền Tây. Grant bắt đầu áp dụng chiến lược mới, đồng loạt tấn công quân miền Nam tại nhiều nơi: Chiến dịch Red River, Chiến dịch Bermuda Hundred, Chiến dịch Thung lũng, Chiến dịch Atlanta và Chiến dịch Overland.
Tháng 5 - Các chiến dịch Red River đánh chiếm Mobile, Alabama và Bermuda Hundred nhằm vào Richmond, Virginia đều lần lượt thất bại. Vào giai đoạn đầu của Chiến dịch Thung lũng 1864, các tướng Franz Sigel và David Hunter của miền Bắc cũng lần lượt bị đánh bại trong các trận đánh tại New Market và Lynchburg.
4 tháng 5 - Grant tập trung một lực lượng 120.000 lính tiến về Richmond trong Chiến dịch Overland. Tướng Lee lúc này chỉ còn 64.000 quân. Hai bên đánh nhau tại nhiều nơi: Trận Wilderness (5 tháng 5), Trận Spotsylvania (8 tháng 5), Trận Bắc Anna (23 tháng 5).
7 tháng 5 - Tại miền Tây, tướng Sherman đem 100.000 quân bắt đầu chiến dịch Atlanta, đương đầu với 60.000 quân thuộc binh đoàn Tennessee của tướng miền Nam Joseph E. Johnston. Trong vòng hơn hai tháng, Johnston phải từ từ rút lui về phía Atlanta trước những đòn tấn công bọc sườn liên tiếp của Sherman.

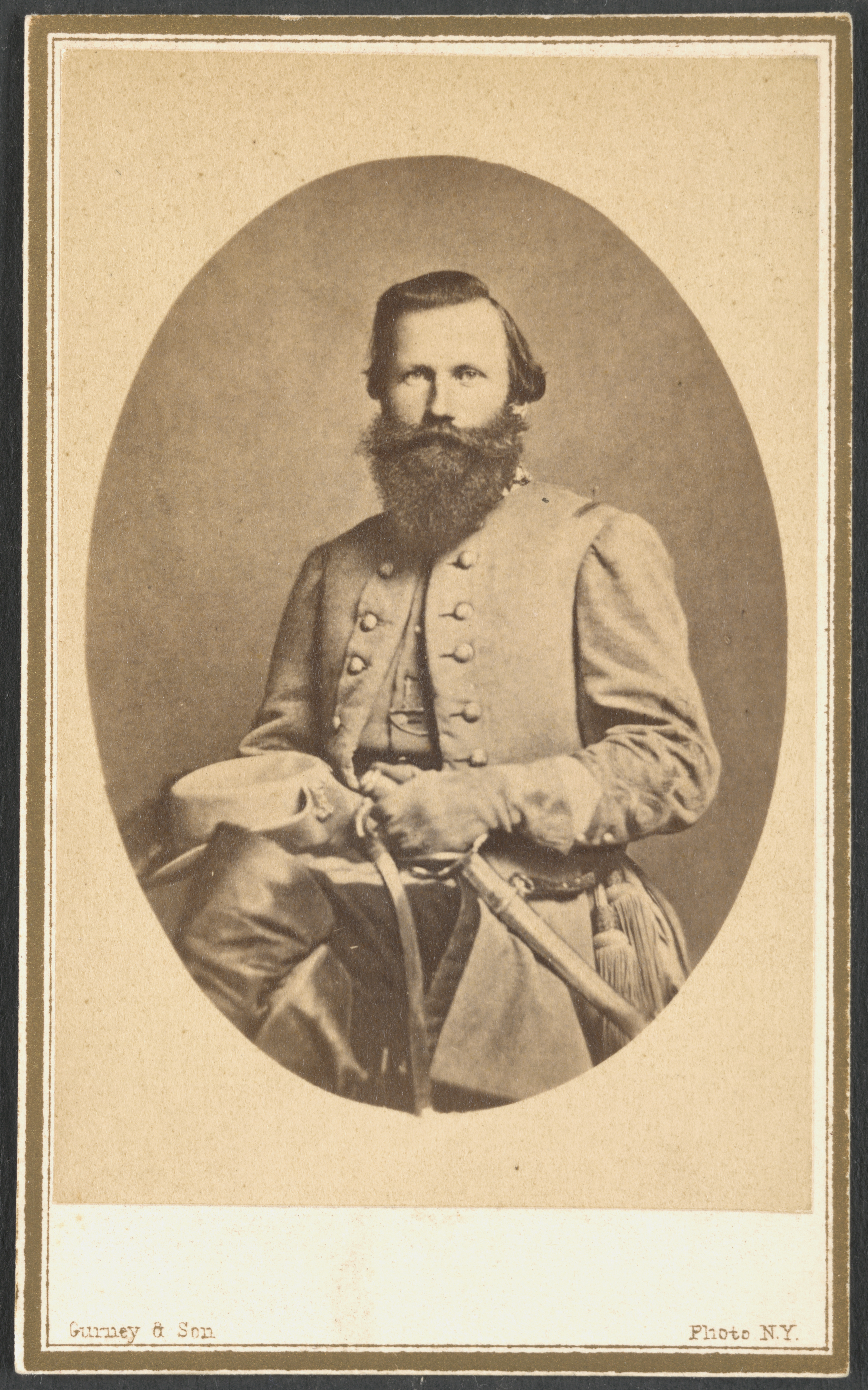
J.E.B. Stuart

11 tháng 5 - Tướng kỵ binh J.E.B. Stuart của miền Nam bị bắn trong trận Yellow Tavern và chết ngày hôm sau.
3 tháng 6 - Tướng Grant tính toán sai lạc khi tấn công Cold Harbor và lãnh thiệt hại nặng nề với 13.000 quân miền Bắc thương vong. Trước đó nhiều viên chức sĩ quan trong đội quân này đã biết không thể nào chiếm được Cold Harbor. Một binh sĩ bị chết trong trận này đã biết trước số phận của mình và viết trong nhật ký: "3 tháng 6, Cold Harbor. Tôi bị giết."

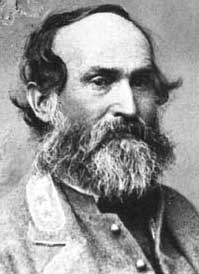
Jubal A. Early

15 tháng 6 - Quân miền Bắc bỏ lỡ cơ hội chiếm Petersburg và cắt đứt đường xe lửa tiếp vận của miền Nam cho Richmond. Petersburg bắt đầu bị bao vây trong suốt 10 tháng.
Tháng 7 - Jubal Early theo lệnh của tướng Lee tiến qua vùng Thung lũng Shenandoah kéo lên uy hiếp Washington, D.C., với hy vọng buộc Grant giảm bớt lực lượng bao vây Petersburg.
11 tháng 7 - Trận đồn Stevens - trận đánh duy nhất diễn ra tại Washington, D.C. trong cuộc Nội chiến. Early tấn công đồn quân sự Stevens thuộc vành đai phòng thủ phía tây bắc Washington nhưng không thành công và phải rút lui. Trong trận này, Tổng thống Abraham Lincoln tận mắt chứng kiến cảnh đánh nhau giữa hai đội quân Nam-Bắc. Sau đó Early tiếp tục hoành hành trong vùng Thung lũng Shenandoah, với đỉnh cao là việc đốt cháy thành phố Chambersburg, Pennsylvania của miền Bắc. Grant phải phái tướng Philip Sheridan đi đánh dẹp Early.
17 tháng 7 - Tướng Joseph E. Johnston bị cách chức chỉ huy Binh đoàn Tennessee. Hôm sau, 18 tháng 7, John B. Hood được chỉ định lên thay Johnston phòng thủ Atlanta.
22 tháng 7 - Trận Atlanta. Hood tiến hành tấn công Sherman ở phía đông thành phố, nhưng bị đẩy lùi với tổn thất nặng nề. Quân miền Bắc bắt đầu bao vây và pháo kích Atlanta trong suốt 6 tuần lễ.
23 tháng 8 - Trận Mobile Bay. David Farragut khóa chặt hải cảng Mobile, Alabama, cảng biển lớn cuối cùng của miền Nam trên vịnh Mexico, thắt chặt hơn nữa cuộc phong tỏa của miền Bắc.
29 tháng 8 - Đảng Dân Chủ đưa George B. McClellan ra ứng cử tổng thống.
2 tháng 9 - Atlanta thất thủ. Đây là thắng lợi lớn cho Lincoln khi ông đang vận động tranh cử.

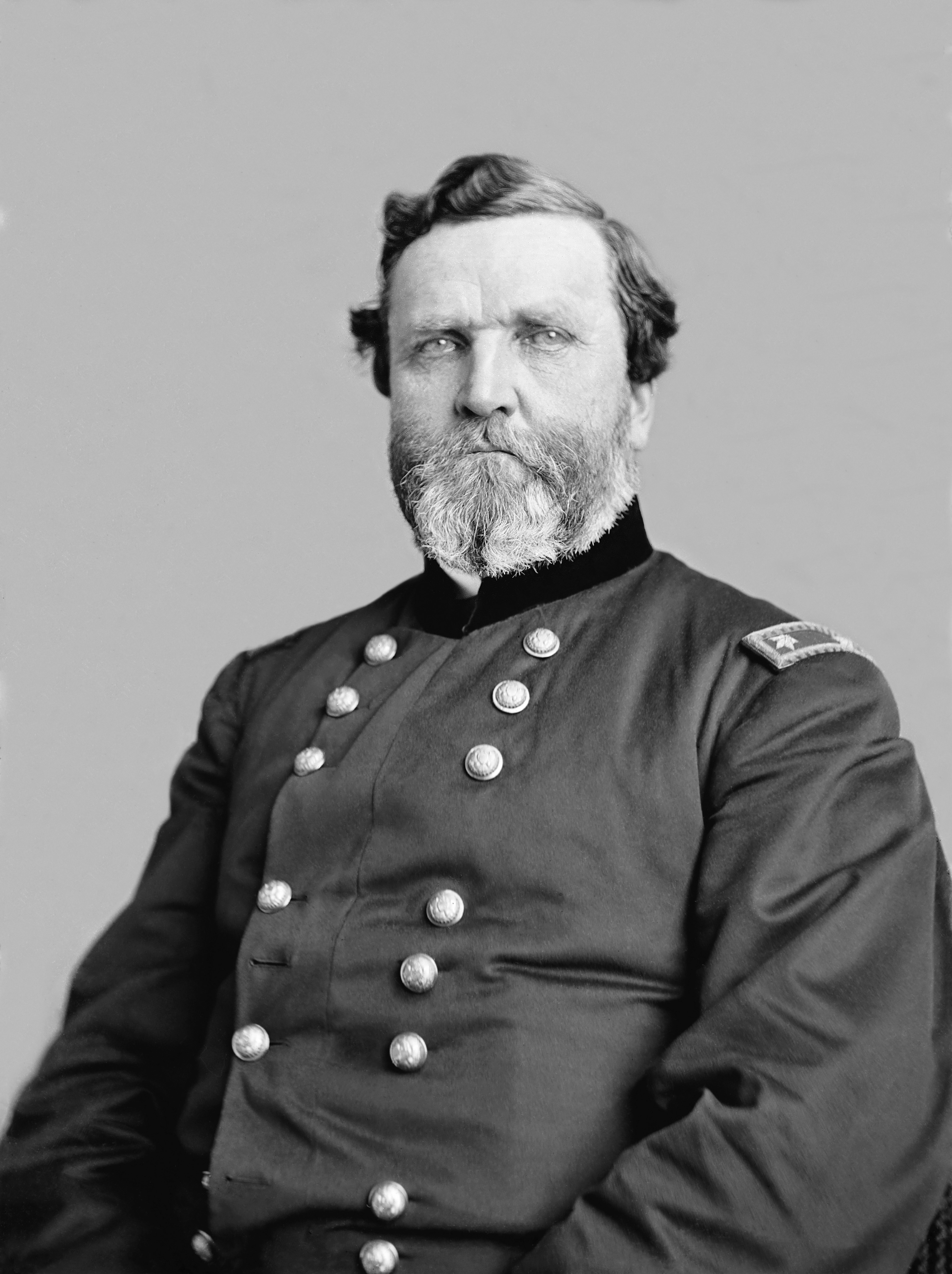
George H. Thomas

18 tháng 9 - Hood bắt đầu chiến dịch Franklin-Nashville nhằm tấn công tuyến liên lạc của Sherman với khu vực trung tâm Tennessee. Sherman phái thiếu tướng George H. Thomas đi Nashville đối phó với Hood.
19 tháng 9 - Philip Sheridan, tư lệnh Binh đoàn Shenandoah của miền Bắc đánh bại Jubal Early trong trận Opequon - trận đánh lớn nhất và là bước ngoặt của Chiến dịch Thung lũng 1864.
19 tháng 10 - Quân miền Bắc do tướng Sheridan chỉ huy thắng lớn trong Trận Cedar Creek tại thung lũng Shenandoah, chấm dứt hoàn toàn cuộc tấn công cuối cùng lên miền Bắc của quân miền Nam do Jubal Early cầm đầu.
8 tháng 11 - Abraham Lincoln tái đắc cử tổng thống.
15 tháng 11 - Sau khi phóng hỏa thiêu cháy Atlanta, tướng miền Bắc Sherman bắt đầu kéo 62.000 quân tiến ra hướng biển, về phía Savannah thuộc Georgia.
30 tháng 11 - Hood thất bại nặng nề trong trận Franklin thứ hai tại Tennessee, nhưng vẫn tiếp tục tiến lên phía bắc chiến dịch xâm chiếm Tennessee, nhằm hướng Nashville.
15 tháng 12 - Tại trận Nashville, 30.000 quân miền Nam do tướng Hood chỉ huy bị 55.000 quân miền Bắc (trong đó có cả quân da đen) của tướng George H. Thomas đánh bại. Binh đoàn Tennessee của miền Nam hầu như hoàn toàn tan rã.
21 tháng 12 - Tướng Sherman đến Savannah, sau một cuộc tàn phá tiêu thổ 300 dặm từ Atlanta. Ông đánh điện cho tổng thống Lincoln, xin dâng Savannah làm quà Giáng sinh.

### 1865
Tháng 1 - Sherman bắt đầu Chiến dịch Carolinas tiến quân từ Savannah lên phía bắc, tiếp tục áp dụng chính sách tiêu thổ qua địa phận các tiểu bang Carolina trên đường kết hợp với lực lượng của Grant tại Virginia. Đối đầu với ông là những gì còn lại của Binh đoàn Tennessee dưới quyền tướng Joseph E. Johnston.
31 tháng 1 - Quốc hội Hoa Kỳ thông qua sửa đổi thứ 13 của Hiến pháp, bác bỏ thể chế nô lệ.

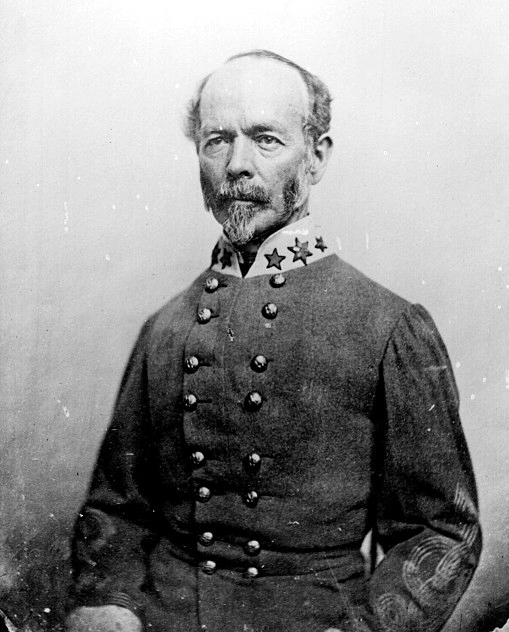
Joseph E. Johnston

3 tháng 2 - Lincoln đến gặp phó tổng thống miền Nam là Alexander Stephens tại Hampton Roads của Virginia để thương lượng hoà giải nhưng không thành. Cuộc nội chiến vẫn tiếp diễn.
Quân miền Nam lúc này chỉ còn hai nơi: Binh đoàn Bắc Viriginia của tướng Lee đang bị vây tại Petersburg và quân của Johnston tại Bắc Carolina. Trong khi đó lực lượng quân miền Bắc lên đến 280.000 lính.
4 tháng 3 - Tổng thống Lincoln tuyên thệ nhậm chức nhiệm kỳ thứ 2.
25 tháng 3 - Tướng Lee kéo quân từ Petersburg ra đánh phá vòng vây nhưng chỉ 4 tiếng sau cuộc công kích bị phá vỡ.
1 tháng 4 - Sheridan đánh tan quân của George Pickett trong trận Five Forks, tiêu diệt cánh trái quân miền Nam tại Petersburg. Hôm sau, 2 tháng 4, tướng Grant tấn công Petersburg, phá từng tuyến phòng thủ của Lee. Tướng miền Nam A.P. Hill bị giết. Lee bỏ Petersburg, bắt đầu Chiến dịch Appomattox rút chạy theo hướng tây nam. Nhiều vụ đốt phá và cướp bóc xảy ra. Hôm sau cờ Liên bang Hoa Kỳ được kéo lên tại thủ phủ Richmond của miền Nam.
4 tháng 4 - Lincoln tham quan Richmond và vào xem văn phòng của Jefferson Davis tại Toà Bạch Ốc của Liên minh miền Nam.
9 tháng 4 - Tại làng Appomattox Court House, Virginia, tướng miền Nam Robert E. Lee ký giấy đầu hàng tướng miền Bắc Ulysses S. Grant. Grant cho phép hàng quân được tiếp tục giữ súng tay bên hông, và cho giữ lừa ngựa. Tướng Lee khuyên nhủ quân sĩ của mình: "Sau 4 năm chiến đấu khó khăn, với sự can đảm và ngoan cường chưa từng thấy, Binh đoàn Bắc Virginia bị bắt buộc phải nhượng bộ một lực lượng và hậu thuẫn quá to lớn".
10 tháng 4 - Cuộc liên hoan chiến thắng bắt đầu tại Washington.
14 tháng 4 - Cờ Hoa Kỳ được kéo lên long trọng tại đồn Sumter nơi cuộc nội chiến bắt đầu 4 năm trước. Tối hôm đó, tổng thống Lincoln cùng vợ là bà Mary đi xem vở kịch "Người bà con Mỹ của chúng ta" tại Ford's Theater. Lúc 10:30 tối, trong phần 3 của vở kịch, John Wilkes Booth thò súng ngắn bắn vào đầu Lincoln. Ông bất tỉnh và chết vào lúc 7 giờ 22 phút sáng hôm sau.
15 tháng 4 - Phó tổng thống Andrew Johnson lên thay làm tổng thống.
18 tháng 4 - Tướng miền Nam Joseph Johnston đầu hàng tướng Sherman tại Durham thuộc Bắc Carolina. 
13 tháng 5 - Trận Palmito Ranch là trận đánh sau cùng của cuộc Nội chiến.
|  |  |

## Hậu quả

### Kết quả
Toàn thể người nô lệ tại các tiểu bang miền Nam được thả tự do. Nô lệ tại các tiểu bang ranh giới, kể cả Washington, D.C., được trả tự do vào mùa xuân năm 1865. Khoảng 4 triệu người nô lệ được phóng thích.
Khoảng 970.000 người bị tử thương, gần 3% tổng số dân Mỹ - trong đó 620.000 là binh sĩ chết trận hay vì bệnh tật. Số binh sĩ tử trận trong Nội chiến Hoa Kỳ cao hơn tổng số lính chết trong những chiến cuộc khác của quân Hoa Kỳ. Ngày nay người ta vẫn còn tranh cãi về nguyên nhân và tên gọi cuộc chiến đẫm máu này. Căn cứ theo thống kê dân số năm 1860, 8% người nam da trắng Mỹ tuổi từ 13 đến 43 chết trong cuộc nội chiến (6% miền Bắc và 18% miền Nam).

Quân phục binh sĩ Liên Bang trong Nội chiến Hoa Kỳ năm 1863

Về chiến phí, Liên bang miền Nam đã tiêu tốn 23 tỷ USD, còn chính phủ miền Bắc tiêu tốn 68 tỷ USD (tính theo thời giá năm 2020). Tổng cộng, nước Mỹ đã tốn tới 91 tỷ USD chiến phí Chiến phí này chỉ bao gồm chi phí trực tiếp cho quân đội, chưa bao gồm tổn thất về kinh tế, thương mại, cơ sở hạ tầng do chiến tranh gây ra.
Sau khi chiến cuộc kết thúc, người ta vẫn tranh cãi vấn đề quân miền Nam có cơ hội chiến thắng hay không. Nhiều học giả cho rằng miền Bắc mạnh hơn quá nhiều và quân miền Nam không bao giờ có hy vọng chiến thắng, chỉ đánh để đình hoãn thất bại. Trong phim tài liệu về Nội chiến Hoa Kỳ của Ken Burns, sử gia Shelby Foote tổng kết: "Tôi nghĩ miền Bắc đánh trận chấp một tay sau lưng. Nhỡ khi miền Nam thắng nhiều trận, nhiều hơn nữa, thì miền Bắc sẽ lôi tiếp tay sau lưng ra mà đánh. Tôi không nghĩ miền Nam có cơ hội nào thắng được cuộc chiến." Lực lượng miền Nam cố gắng giữ độc lập bằng cách chờ cho Lincoln hết nhiệm kỳ. Nhưng sau khi Sherman phá được Atlanta, Lincoln thắng cử lần thứ nhì thì hy vọng chiến thắng chính trị của miền Nam tan biến. Lincoln đoạt nhiều thắng lợi lớn, được thêm ủng hộ từ các tiểu bang ranh giới, từ phe chủ chiến trong Đảng Dân chủ, từ các nô lệ được giải phóng và từ các nước ngoài như Anh và Pháp. Lincoln đánh bại McClellan và Đảng Dân chủ, đồng thời dập tắt nhóm chủ hòa Copperheads . Ngoài ra, Lincoln có tướng tài như Grant và Sherman, sẵn sàng đẩy hết quân lực hùng hậu, không sợ tốn lính. Những vị tướng không sợ đổ máu đã đem lại chiến thắng. Đến cuối năm 1864 mọi hy vọng chiến thắng của miền Nam đều tan biến.
Theo James McPherson thì miền Bắc nhờ có lực lượng hùng hậu, tài nguyên nhiều nên khả năng chiến thắng cao hơn, nhưng không thể gọi là "tất thắng" được. Trong nhiều chiến tranh khác, phe ít lính, thiếu súng đạn vẫn có thể thắng (như Chiến tranh giành độc lập Hoa Kỳ hoặc cuộc chiến của Mỹ ở Việt Nam). Quân miền Nam đáng lý không nên tấn công miền Bắc mà chỉ nên phòng thủ kéo dài cuộc chiến, dùng chiến lược tiêu hao làm hao mòn tinh thần chiến đấu của đối phương. Quân miền Bắc phải tấn công, chiếm giữ và kiểm soát một lãnh thổ quá to lớn, sẽ bị tốn thất rất nhiều về người và của. Khi dân miền Bắc thấy rằng cái giá của cuộc chiến là quá đắt, họ sẽ muốn đình chiến và khi đó miền Nam có thể tách ra độc lập

### Giai đoạn hậu chiến

#### Các vụ ám sát trả thù
Các lễ hội ăn mừng thắng lợi ở miền Bắc bắt đầu từ ngày 10/4, nhưng chỉ diễn ra một thời gian ngắn thì đột nhiên chấm dứt với sự kiện tổng thống Abraham Lincoln bị ám sát ngày 14-4-1865 khi ông đang tham dự một buổi lễ mừng chiến thắng tại một rạp hát. Kẻ ám sát là John Wilkes Booth, là gián điệp của Hợp bang miền Nam Ba đồng phạm của Booth là Lewis Powell, David Herold được giao nhiệm vụ giết Bộ trưởng Ngoại giao William H. Seward, và George Atzerodt được giao nhiệm vụ giết Phó Tổng thống Andrew Johnson. Tuy nhiên, Seward chỉ bị thương nhẹ, trong khi Phó Tổng thống đã chạy thoát được.
Kể cả sau khi đã chính thức kết thúc, máu vẫn tiếp tục đổ xuống do sự trả thù. Andrew Johnson của tiểu bang Tennessee lên kế nhiệm.

#### Trấn áp tàn dư của Hợp bang miền Nam
Đối với tù binh của quân đội miền Nam, tuy không có ai bị xử tử, song tất cả phải trải qua giam giữ trong các trại tù binh cho tới khi một đạo luật ân xá được thông qua vào tháng 5/1866. Tuy nhiên, phải thêm 6 năm sau đó, những tù binh này mới được trao lại quyền công dân theo đạo luật năm 1872, tuy nhiên luật ân xá này không áp dụng với 500 chỉ huy quân sự cao cấp của Hợp bang miền Nam
Giới lãnh đạo miền Bắc đồng ý rằng chiến thắng thực sự không thể dừng lại khi chiến cuộc chấm dứt mà phải tiếp tục cho đến khi đạt được hai mục đích: một là dập tắt hoàn toàn các chính quyền ly khai, hai là giải thể hoàn toàn hệ thống nô lệ dưới mọi hình thức. Tuy vậy, giữa các chính giới lại có nhiều quan điểm khác nhau về phương cách thực hiện hai mục đích này. Họ cũng tranh cãi gay go về vai trò của miền Bắc trong cuộc kiểm soát miền Nam sau cuộc chiến, và làm thế nào cho miền Nam kết hợp trở lại với Chính phủ liên bang. Nhóm cấp tiến trong đảng Cộng hòa đang kiểm soát Nghị viện như Thaddeus Stevens, Charles Summer và Benjamin Wade, chủ trương phải nhanh chóng triệt hạ giới chủ nô, tiêu diệt những mầm mống chống đối còn sót lại ở miền Nam và muốn các định chế của miền Nam phải được thay đổi cấp tốc.
Andrew Johnson và nghị viện miền Bắc tiến hành mở rộng quyền dân sự cho người da đen, đồng thời ngăn cấm những thành viên của Hợp bang miền Nam giành lại quyền lực. Họ phái quân đội tới miền Nam để ngăn chặn những người da trắng từng chống đối Liên bang đăng ký hoặc tham gia bầu cử. Việc triển khai quân đội là biện pháp chính yếu để thiết lập chính quyền mới ở các bang miền Nam, cũng như dùng vũ lực đàn áp những cử tri da trắng và da đen chống lại Liên bang. Việc này gây căm phẫn cho người da trắng miền Nam, dẫn rới sự ra đời phong trào Ku Klux Klan (3K) và nhiều nhóm theo chủ nghĩa phân biệt chủng tộc.
Vào năm 1870, sự hỗn loạn do tàn dư của quân miền Nam gây ra tăng mạnh, dẫn tới việc thông qua các Đạo luật Cưỡng chế năm 1870 và 1871 trừng phạt nghiêm khắc những đối tượng âm mưu tước đoạt những quyền dân sự của người nô lệ da đen vừa được giải phóng. Tuy nhiên, các nỗ lực trấn áp không đủ mạnh, người da trắng các bang miền Nam bắt đầu bầu các chính khách có tư tưởng phân biệt chủng tộc vào các chức vụ, và ngầm hăm dọa người da đen đi bỏ phiếu hay cố gắng nắm giữ các chức vụ quản lý nhà nước.
Trong cuộc bầu cử tổng thống năm 1876, Rutherford B. Hayes đã hứa rút quân đội liên bang đồn trú tại miền Nam như một sự mặc cả để giành chiến thắng. Vào năm 1877, Hayes đã thực thi lời hứa của mình, đây là sự ngầm từ bỏ trách nhiệm của chính phủ liên bang nhằm thi hành các quyền dân sự của người da đen. 25 năm sau đó, các bang miền Nam đã đề ra rất nhiều các đạo luật mang nặng sự phân biệt chủng tộc, khiến người da đen tuy thoát kiếp nô lệ nhưng vẫn phải đối diện với đời sống khó khăn, cực khổ bởi sự kì thị và phân biệt đối xử bởi người da trắng cho đến tận cuối thế kỷ 20.

#### Sự trả thù củaKu Klux Klan

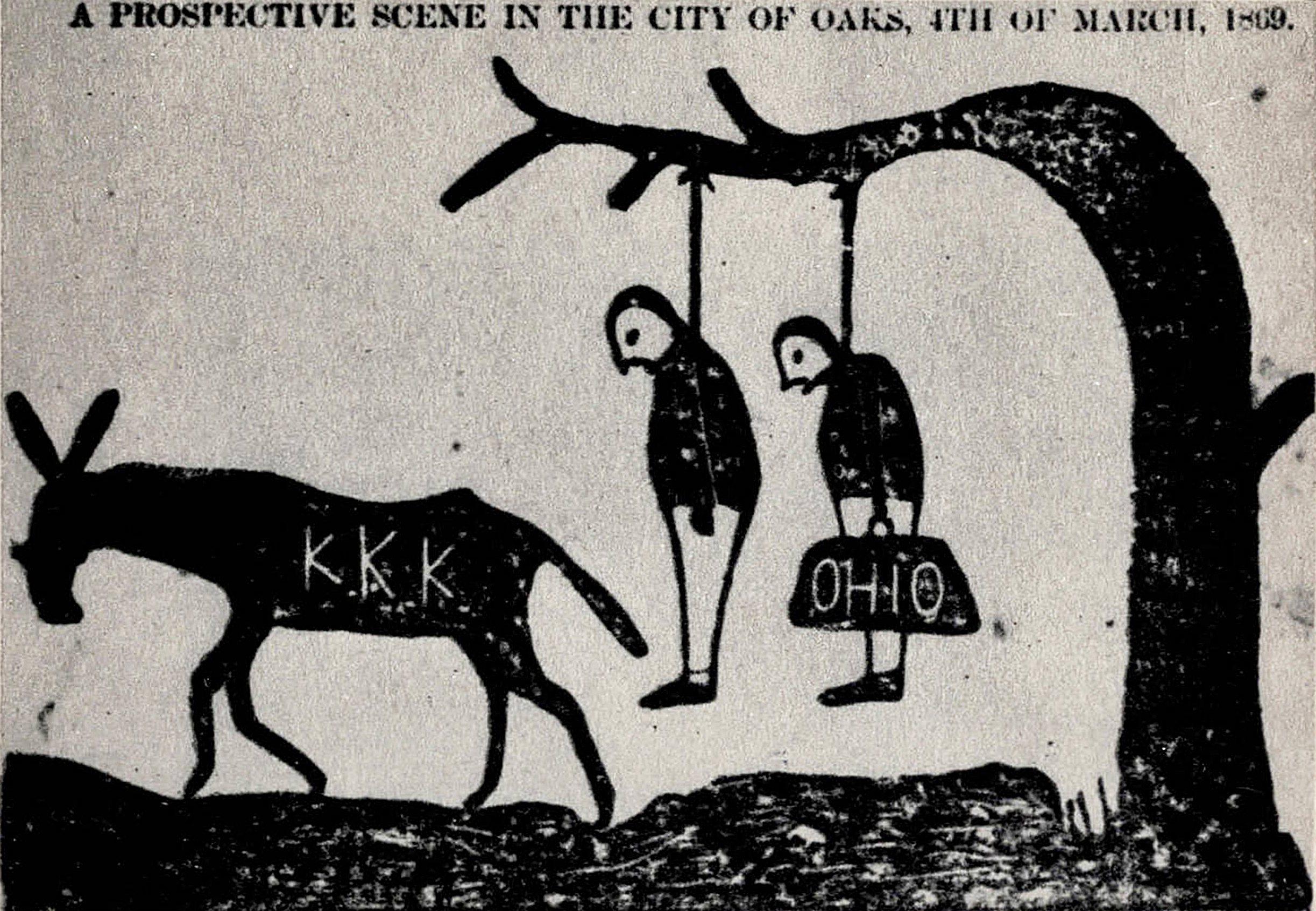
Biếm họa trong báo Independent Monitor (Tuscaloosa, Alabama, 1868) đe dọa rằng Ku Klux Klan sẽ treo cổ các chính khách người miền Bắc nếu họ tới miền Nam nhậm chức.

Sáu cựu chiến binh miền Nam từ Pulaski, Tennessee đã tạo ra tổ chức Ku Klux Klan vào 24 tháng 12 năm 1865, trong quá trình tái thiết của miền Nam sau cuộc Nội chiến. Nhóm này được biết đến trong một thời gian ngắn là "Ku Klux Klan".
Các nhà sử học thường phân loại các KKK như là một phần của cuộc trả thù bạo lực sau Nội chiến, không chỉ vì số lượng cao thành viên là các cựu chiến binh miền Nam, mà còn vì nỗ lực của KKK để kiểm soát xã hội bằng cách sử dụng các phương tiện phi pháp để khôi phục uy quyền tối cao của người da trắng. Trong năm 1866, Thống đốc Mississippi William L. Sharkey báo cáo rằng sự hỗn loạn, thiếu kiểm soát, và vô luật pháp đã trở nên tràn lan; ở một số bang, các nhóm vũ trang của lính miền Nam lang thang đã sử dụng bạo lực công khai chống lại người da đen. Họ đốt nhà, tấn công và giết người da đen, để lại cơ thể của họ trên đường.
Trong một cuộc phỏng vấn báo chí năm 1868, Bedford Forrest đã tuyên bố hùng hồn rằng Klan là một tổ chức rộng lớn trải khắp Liên bang, với hơn 550.000 hội viên và rằng ông ta không phải là hội viên của Klan, mà ông chỉ bày tỏ sự ủng hộ đối với sứ mệnh của họ và chung sức cùng cộng tác với họ để hoàn thành sứ mệnh đó mà thôi. Và chính ông có thể tập hợp được 4 vạn hội viên Klan mà chỉ cần báo trước 5 ngày.
KKK đã tiến hành một chiến dịch khủng bố chết chóc để ngăn chặn quyền được bầu cử của người da đen. Hơn 2.000 người đã thiệt mạng hoặc bị thương chỉ riêng ở Louisiana trong vòng một vài tuần trước cuộc bầu cử Tổng thống tháng 11 năm 1868. KKK cũng đã giết hoặc làm bị thương hơn 200 đảng viên Cộng hòa da đen. Hoạt động của KKK đến năm 1871 mới cơ bản bị trấn áp.

### Nạn phân biệt chủng tộc và sự chia rẽ tiếp diễn
Cuộc tái thiết đất nước Hoa Kỳ sau cuộc nội chiến kéo dài cho đến năm 1877 (Thỏa ước 1877). Điều này dẫn tới gồm nhiều đợt thay đổi phức tạp trong chính sách từ liên bang đến tiểu bang. Ba điều được thay đổi trong Hiến pháp Hoa Kỳ: điều XIII (giải thể nô lệ), điều XIV (chính phủ liên bang có nhiệm vụ bảo vệ công lý cho mọi công dân bất kể sắc tộc) và điều XV (xóa bỏ kỳ thị chủng tộc trong việc bỏ phiếu bầu cử). Tuy nhiên, cuộc bầu cử năm 1876 diễn ra không suôn sẻ, các bang miền Nam bất mãn với chính phủ miền Bắc nổi dậy đòi lại quyền lực, thường là bằng bạo lực.
Cuộc chiến tranh đẫm máu đã dẫn tới thành quả là người da đen khỏi khỏi kiếp nô lệ, đây là thành quả to lớn nhất của cuộc chiến. Khi Tu chính án thứ Mười ba của Hiến pháp Hoa Kỳ được thông qua năm 1865, tất cả nô lệ da đen được trả tự do. Nhưng người da đen vẫn không được trao quyền bình đẳng như người da trắng. Nạn kỳ thị chủng tộc tại Hoa Kỳ vẫn tiếp tục kéo dài, người da đen vẫn phải sống trong nghèo túng, thất học và bị coi là "công dân hạng hai". Chẳng bao lâu sau khi Lincoln bị ám sát, các bang miền Nam mà người da trắng mới giành lại quyền lực cho áp đặt những điều luật hạn chế quyền bầu cử để gạt bỏ người da đen khỏi các cuộc bầu cử. Trước đây Chính phủ liên bang miền Bắc đã ủng hộ những hình phạt tàn nhẫn chống lại các thủ lĩnh da trắng miền Nam, nhưng sau đó, vì những tính toán chính trị, họ lại làm ngơ cho những điều luật phân biệt chủng tộc chống người da đen.
Trong thời kỳ Tái thiết, người Mỹ gốc Phi ở miền Nam giành được quyền bầu cử và nắm giữ các chức vụ công, cũng như hưởng được một số quyền dân sự mà trước đây họ bị khước từ. Thế nhưng, khi Thời kỳ Tái thiết chấm dứt vào năm 1877, giới chủ đất miền Nam áp đặt một thể chế mới nhằm tước bỏ quyền công dân của người da đen và theo đuổi chủ trương phân biệt chủng tộc, từ đó bùng phát làn sóng khủng bố và áp bức, thể hiện qua các hình thức như xử tử bởi đám đông bạo hành mà không cần xét xử (lynching) và bạo hành trong đêm.
Trong thập niên cuối của thế kỷ 19 ở Hoa Kỳ, các luật lệ kỳ thị và các cuộc bạo hành chủng tộc nhắm vào người Mỹ gốc Phi bắt đầu nở rộ. Giới cầm quyền được bầu cử, bổ nhiệm hoặc tuyển dụng bởi công dân da trắng khởi sự ban hành hoặc đỡ đầu các biện pháp kỳ thị, nhất là ở các tiểu bang Texas, Louisiana, Mississippi, Alabama, Georgia, Florida, Nam Carolina, Bắc Carolina, Virginia, Arkansas, Tennessee, Oklahoma và Kansas.
Có bốn đạo luật mang tính kỳ thị hoặc cho phép kỳ thị chống lại người Mỹ gốc Phi được tán thành bởi phán quyết của Tối cao Pháp viện Hoa Kỳ trong vụ án Plessy vs. Ferguson năm 1896 – cho phép chính quyền địa phương áp chế hoặc tước bỏ quyền bầu cử của người da đen tại các tiểu bang, khước từ các quyền của người da đen, công nhận việc phân biệt đối xử với người da đen tại các cơ sở giáo dục công lập, bệnh viện, giao thông và tuyển dụng việc làm, bao che các hành vi bạo lực cá nhân hay tập thể nhắm vào người da đen. Mặc dù sự kỳ thị hiện hữu trên toàn quốc, hệ thống phân biệt chủng tộc trong các lĩnh vực luật pháp, kinh tế, xã hội và các chuỗi bạo động chống lại người Mỹ gốc Phi ở các tiểu bang miền nam được biết đến nhiều nhất dưới tên "Đạo luật Jim Crow". Luật Jim Crow ở các bang miền Nam công khai xác nhận sự phân biệt chủng tộc ở các trường công, cấm hoặc hạn chế người da đen vào nhiều khu vực công cộng như quán ăn, công viên và khách sạn; phủ nhận quyền của phần lớn người da đen được đi bỏ phiếu bằng việc đánh các loại thuế thân và thực hiện các cuộc kiểm tra tình trạng biết đọc biết viết một cách tùy tiện.
Một số nhà sử học phê phán Công cuộc Tái thiết sau khi nội chiến kết thúc là một thất bại của nước Mỹ, với xung đột chính trị, tham nhũng và thụt lùi trong việc bảo vệ người da đen. Công cuộc Tái thiết đã không đạt được những mục tiêu cao cả đề ra mà nước Mỹ còn rơi vào tình trạng phân biệt chủng tộc nguy hiểm. Nô lệ đã có tự do nhưng miền Bắc hoàn toàn không đáp ứng được nhu cầu kinh tế của họ. Cục Phụ trách Nô lệ được giải phóng không có khả năng đem lại cơ hội về kinh tế và chính trị cho người nô lệ được trả tự do. Quân đội liên bang đồn trú thậm chí không bảo vệ người da đen trước bạo lực và đe dọa. Điều này chỉ thay đổi cho đến khi phong trào dân quyền bùng nổ vào thập niên 1960, khi người da đen đoàn kết lại để gây sức ép chính trị đòi quyền bình đẳng. Bên cạnh đó, tâm lý nghi kỵ với các chính khách miền Nam vẫn dai dẳng, và phải 100 năm sau, nước Mỹ mới có một tổng thống xuất thân từ miền Nam là Lyndon Johnson (nắm quyền giai đoạn 1963-1969).

## Phim có bối cảnh cuộc Nội chiến Mỹ
Bối cảnh cuộc Nội chiến Mỹ được khai thác rất nhiều trong điện ảnh Hollywood. Đây là một số tác phẩm tiêu biểu, được các nhà phê bình điện ảnh đánh giá cao:
- Gone with the wind - 1939 - Phim tình cảm xã hội Mỹ thời nội chiến. Vivien Leigh Clark Gable
- Glory - 1989 - Phim về trung tá Shaw và quân đoàn da đen 54 Massachusetts
- The Blue and the Gray - 1982 - Phim hai tập. Gregory Peck
- Love me tender - 1956 - Phim tình càm xã hội Mỹ thời nội chiến. Elvis Presley, Richard Egan
- The Good, the Bad and the Ugly (1966): Phim lấy bối cảnh cuộc Nội chiến Mỹ, với ba người đàn ông đều theo đuổi một mục đích là đi tìm một kho vàng của quân đội được chôn dưới một ngôi mộ.[42] Phim được đánh giá là 1 trong 250 phim hay nhất mọi thời đại[43], cũng là 1 trong 3 tác phẩm xuất sắc nhất của thể loại Viễn Tây (Western), thường được gọi là Dollar trilogy, cùng với 2 phim khác: A Fistful of Dollars (1964), For a Few Dollars More (1965). Cả ba phim đều có diễn viên Clint Eastwood thủ vai chính (The man with no name).
- Seraphim Falls (2006): Phim kể về cuộc săn đuổi kẻ thù của một đại tá sau khi nội chiến Mỹ kết thúc. Phim do 2 diễn viên Liam Neeson và Pierce Brosnan thủ vai chính.

### Phim tài liệu
Bối cảnh Nội chiến Mỹ luôn là trung tâm của các phim tài liệu về lịch sử nước Mỹ. Đây là một số phim tiêu biểu:
- Civil War của Ken Burns Lưu trữ ngày 9 tháng 4 năm 2005 tại archive.today – phim của PBS
- The Men Who Built America (2012): Phim tài liệu dài 4 tập kể về công cuộc tái thiết nước Mỹ trong vòng 50 năm, từ sau nội chiến (1865) đến thời điểm vụ kiện chống tư bản độc quyền của tổng thống Theodore Roosevelt, và sự hùng mạnh của nước Mỹ trước cuộc chiến tranh thế giới thứ nhất. Bối cảnh mở màng phim là quang cảnh điêu tàn của nước Mỹ sau cuộc nội chiến và vụ ám sát tổng thống Abraham Lincoln.[44]